# نور ارکچ
نور ارکچ (به ارمنی: Նոր Էրքեջ، به لاتین: Bağlıpəyə) یک منطقه مسکونی در جمهوری آرتساخ است که در استان شاهومیان واقع شده‌است. نور ارکچ ۱۵۹ نفر جمعیت دارد.